# Naja philippinensis
Naja philippinensis este o specie de șerpi din genul Naja, familia Elapidae, descrisă de William Randolph Taylor în anul 1922. A fost clasificată de IUCN ca specie cu risc scăzut. Conform Catalogue of Life specia Naja philippinensis nu are subspecii cunoscute.

## Galerie

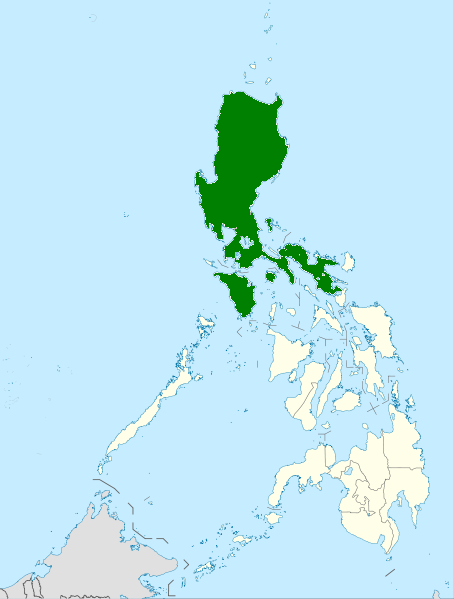